# Каленовка (Винницкая область)
Каленовка (укр. Каленівка) — село на Украине, находится в Винницком районе (до административной реформы 2020 г. — в Оратовском районе) Винницкой области.
Код КОАТУУ — 0523185505. Население по переписи 2001 года составляет 66 человек. Почтовый индекс — 22625. Телефонный код — 4330.
Занимает площадь 0,63 км².

## Адрес местного совета
22625, Винницкая область, Оратовский р-н, с. Угарово, ул. Молодёжная, 3а